# Wallfahrtsbasilika Maria Puchheim

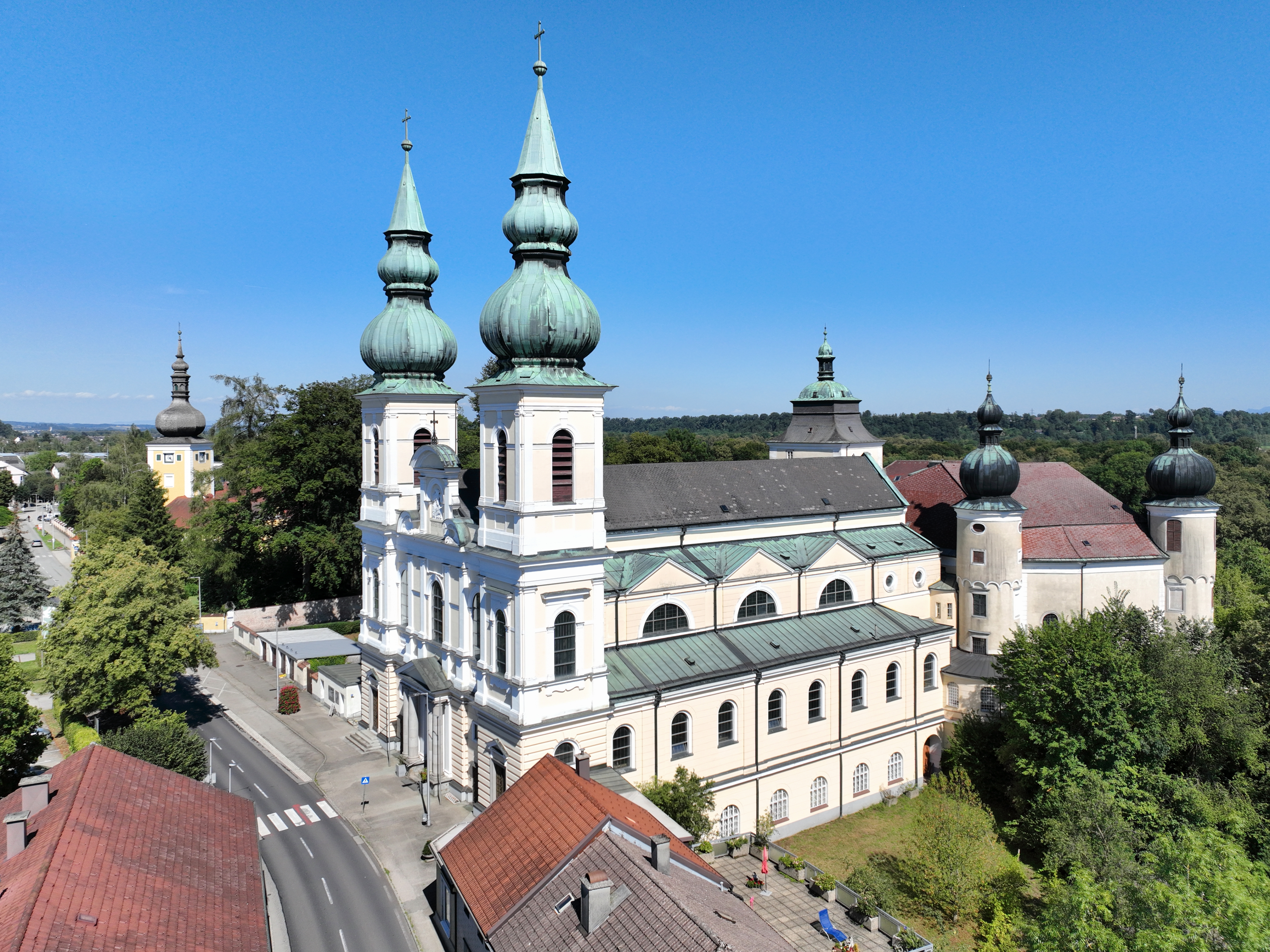
Basilika Maria Puchheim

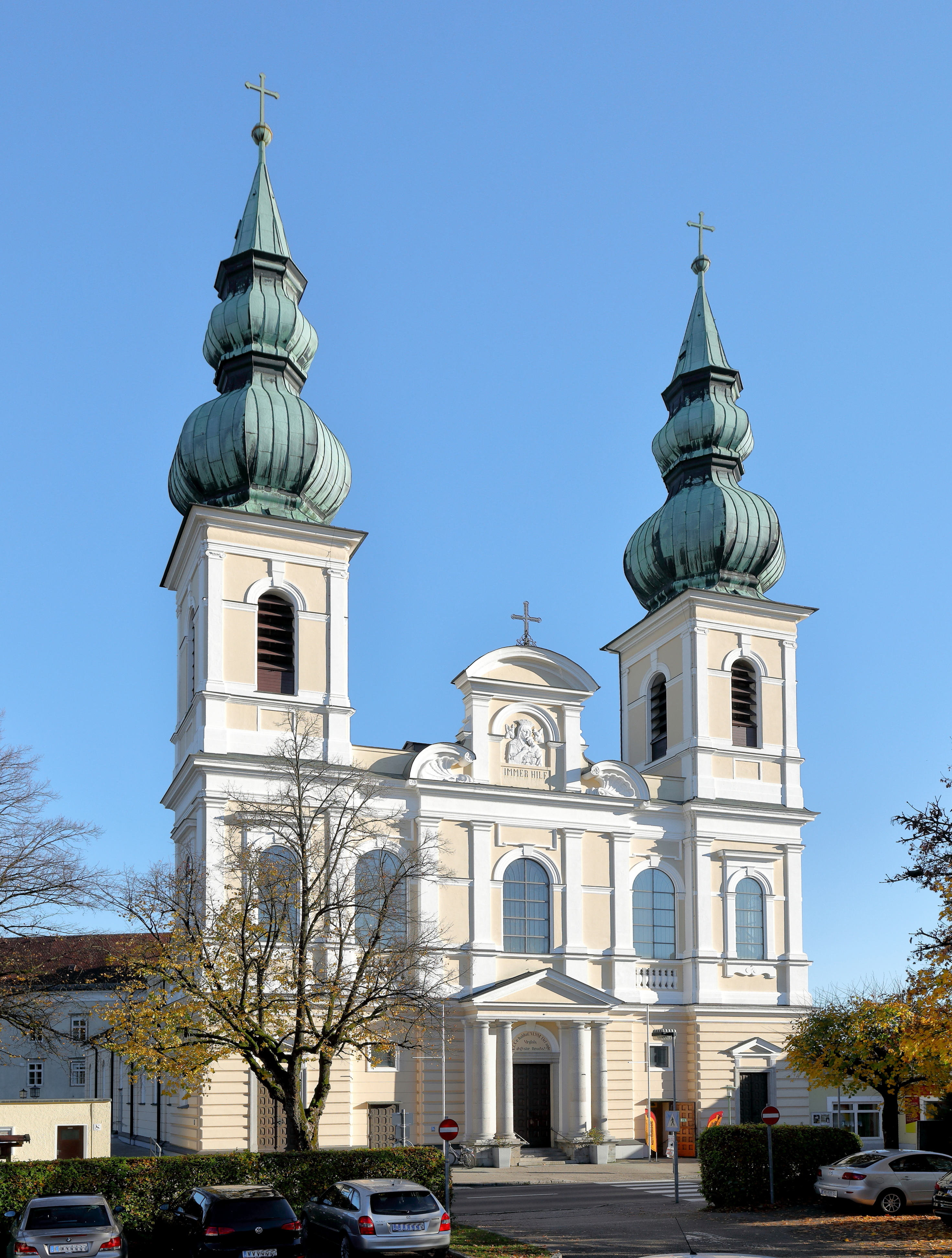
Doppelturmfassade der Wallfahrtsbasilika Maria Puchheim

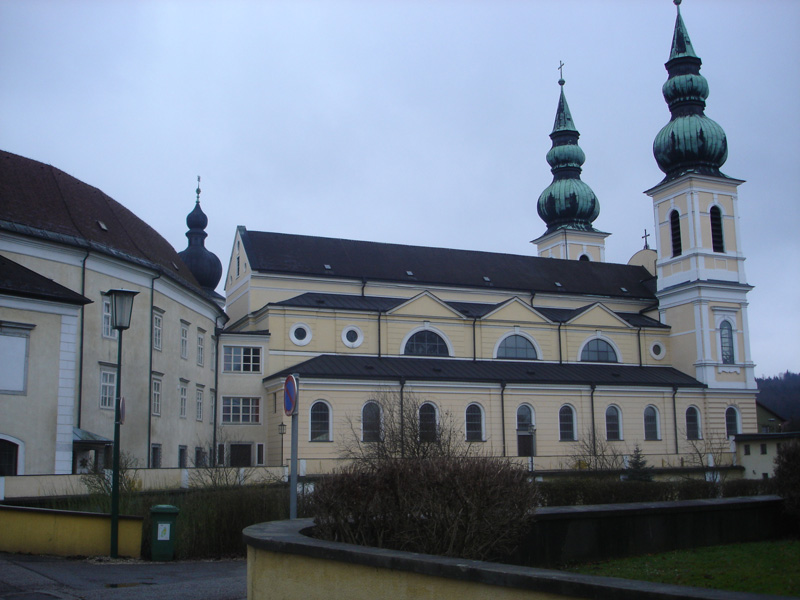
Nordostansicht der Wallfahrtsbasilika

Die römisch-katholische Wallfahrtsbasilika Maria Puchheim steht im Ort Puchheim in der Stadtgemeinde Attnang-Puchheim im Bezirk Vöcklabruck in Oberösterreich. Die auf die Mutter von der immerwährenden Hilfe geweihte Kirche gehört zum Dekanat Schwanenstadt in der Diözese Linz. Die Klosterkirche der Redemptoristen und das baulich verbundene Schloss Puchheim stehen unter Denkmalschutz. 1951 erhob Papst Pius XII. die Kirche zur Basilika minor. 1968 wurde die Wallfahrtskirche zur Pfarrkirche erhoben.

## Geschichte
Eine Schlosskirche, die dem hl. Georg geweiht war, wurde erstmals in einer Stiftungsurkunde aus dem Jahr 1242 erwähnt. Bei einer Brandkatastrophe im Jahr 1585 brannte diese mit der Feste Puchheim ab. Anschließend wurde das Schloss Puchheim mit einer Schlosskirche errichtet. Im Jahre 1870 wurde ein Gnadenbild der Mutter von der immerwährenden Hilfe in der Georgskirche aufgestellt und dadurch wurde Puchheim ein Wallfahrtsort. Der neue Wallfahrtsort hatte eine große Ausstrahlung, so dass die St.-Georgs-Schlosskirche bald zu klein war und man baute daher westseitig des Schlosses eine fünfschiffige Wallfahrtskirche dazu.
Unter Rektor Pater Matthias Paprian wurde nach Plänen des Architekten Richard Jordan die neue Wallfahrtskirche errichtet. Der Spatenstich für die Wallfahrtskirche fand am 24. Feb. 1886 statt, die feierliche Grundsteinlegung am 27. Juni 1886 und die Konsekration am 5. August 1890. Die Innenausgestaltung und Einrichtung dauerten jedoch noch bis August 1896 an. Im Jahr 1951 wurde die Kirche zur „Basilika minor“ erhoben und ist seit der Pfarrerrichtung „Maria Puchheim“ am 1. Februar 1968 auch eine Pfarrkirche.

## Architektur
Die dreischiffige Kirche mit zwei Fassadentürmen wurde weitgehend im Baustil der Neorenaissance erbaut, teils wurden auch andere Stilelemente verwendet.

## Ausgestaltung und Einrichtung

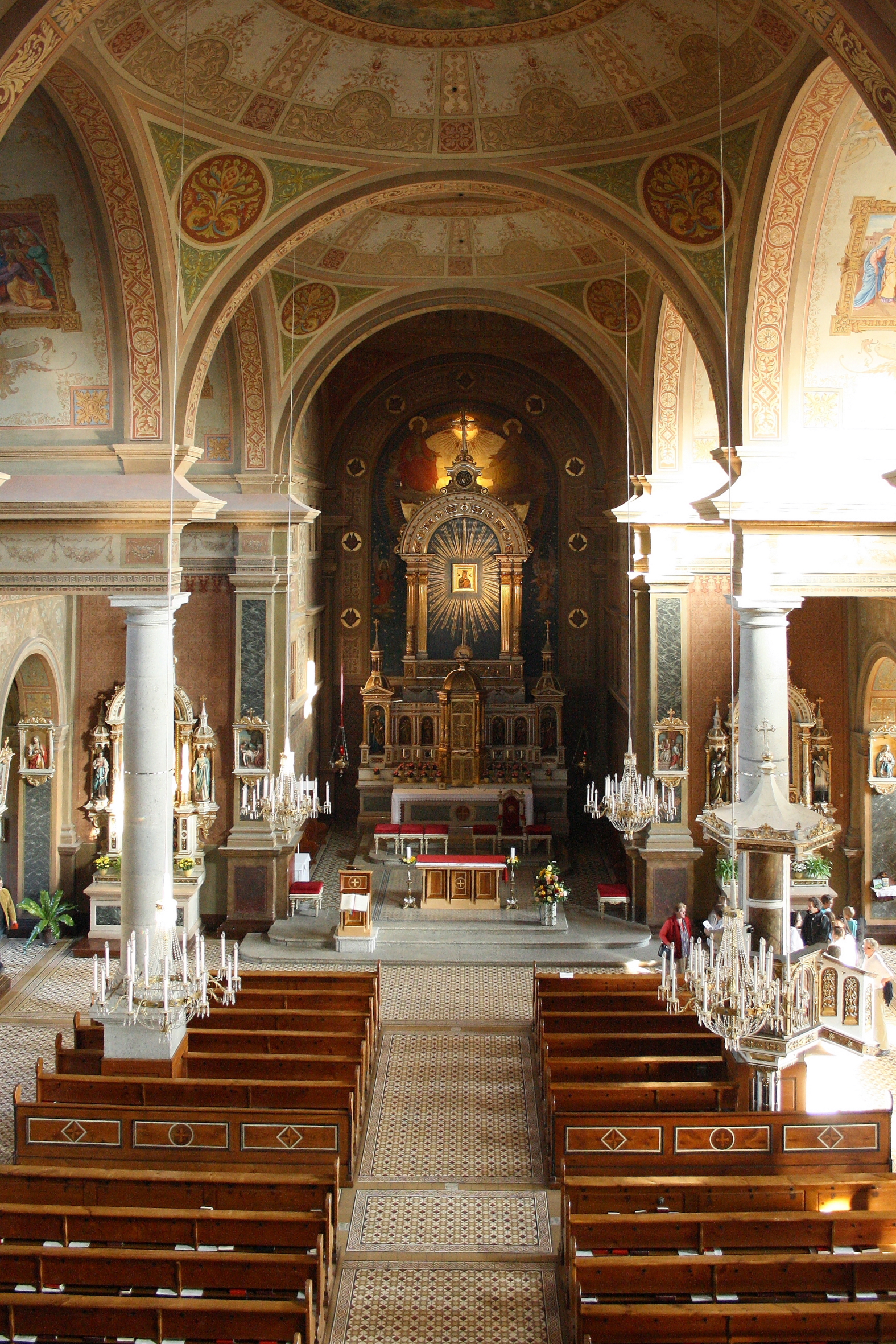
Innenansicht der Basilika

Die Innenausgestaltung erfolgte dem Zeitgeschmack des zu Ende gehenden 19. Jahrhunderts. Die 90 großen und kleinen Deckengemälde und Wandbilder wurden von dem bayerischen Malermönch Max Schmalzl vom Kloster Gars entworfen und sind im Nazarenerstil gehalten. Ausgeführt wurden sie von den Tiroler Künstlern Michael Lackner, Thomas Köhle und dem Meister Josef Scherfler von Mauerkirchen in Oberösterreich.

### Altäre
Die fünf Altäre sind Werke aus der Grödner Schnitzerwerkstätte Stuflesser. Im Zentrum des Hochaltares ist das Gnadenbild der „Mutter von der immerwährenden Hilfe“. Eine Kopie des Original-Gnadenbildes in der römischen Kirche des Erlösers und des heiligen Alfons von Liguori und hat wahrscheinlich ein Mönch im 14. Jahrhundert gemalt. Es wurde 1870 in der Schlosskirche hl. Georg 1870 aufgestellt und am 21. Juni 1891 in die neu erbaute Kirche übertragen.
Die weiteren Altäre sind der Klemens-Altar (rechter Seitenaltar) in Gedenken an den hl. Klemens Maria Hofbauer, der den Redemptoristenorden nach Österreich brachte, der Neumann-Altar (linker Seitenaltar) in Gedenken an den hl. Redemptoristen und Bischof Johann Nepomuk Neumann, der Alfonsus-Altar (rechtes Seitenschiff) in Gedenken an den Ordensgründer hl. Alfons von Liguori und der Lourdes-Altar (linkes Seitenschiff).

### Orgel

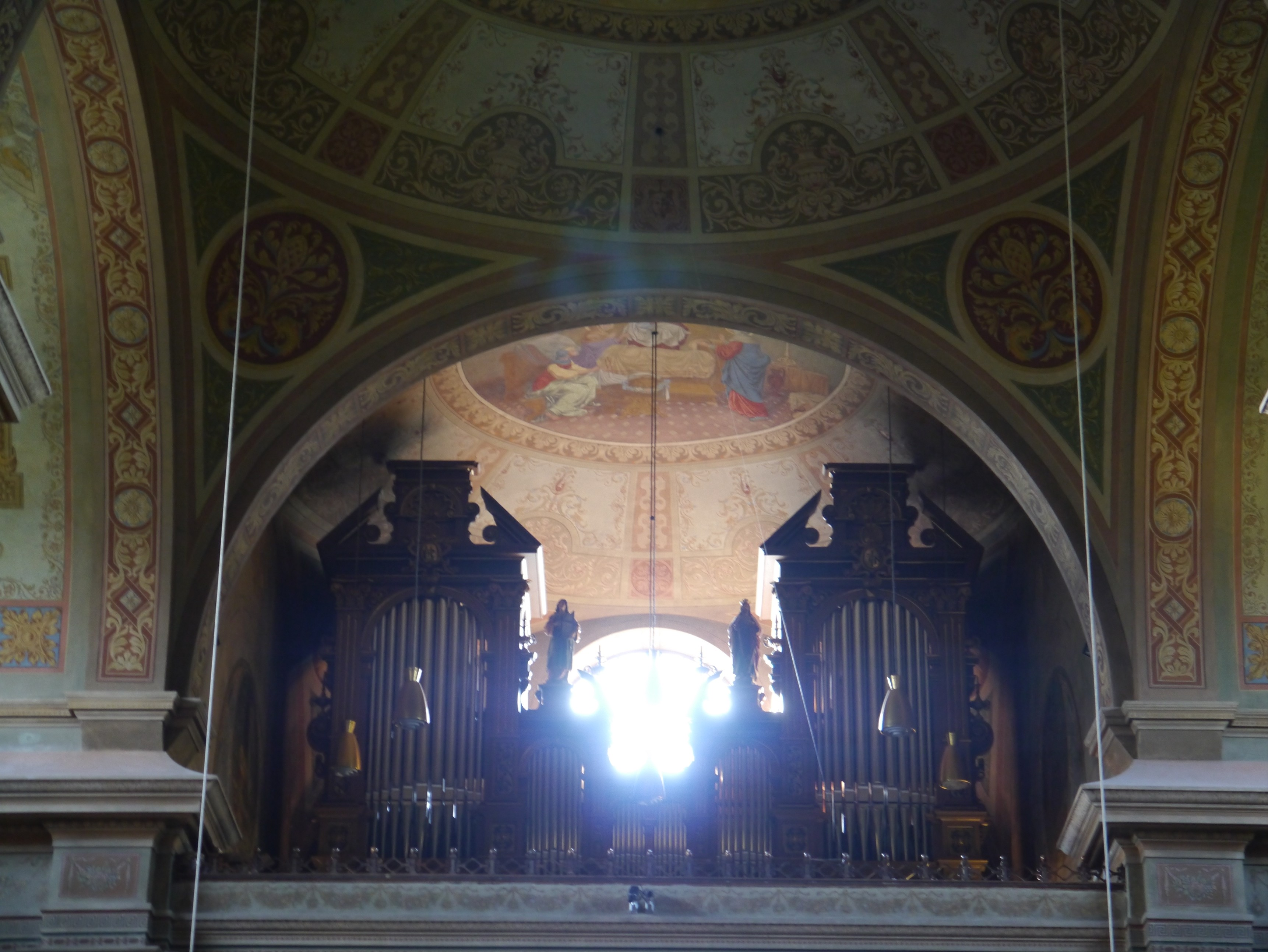
Blick auf die Orgel

Die Orgel stammt aus dem Jahr 1891 und wurde vom Orgelbauer Leopold Breinbauer aus Ottensheim geschaffen. Mit 1647 Pfeifen auf 24 Registern ist sie ein Instrument mittlerer, für die Periode der romantischen Orgeln des 19. Jahrhunderts durchaus großer Bauart. Orgelbau Kuhn aus Männedorf, Schweiz, renovierte das Instrument im Jahr 2006. Das kostbare Instrument kommt auch konzertant zum Einsatz. Zuletzt in einem Großkonzert am 20. Mai 2007. Die Organisten Mag. Geisselbrecht und Mag. Sonnleitner führten in einem österreichweit einzigartigen audio-visuellen Event Werke von Brixi bis Kopetzki auf.
| I Hauptwerk C–f3 |                 |       |
| 1.               | Bourdun         | 16′   |
| 2.               | Principal       | 8′    |
| 3.               | Gamba           | 8′    |
| 4.               | Gemshorn        | 8′    |
| 5.               | Gedakt          | 8′    |
| 6.               | Octave          | 4′    |
| 7.               | Hohlflöte       | 4′    |
| 8.               | Rauschquinte II | 2 ⁄3′ |
| 9.               | Cornet III      |       |
| 10.              | Mixtur V        |       |
| 11.              | Trompete        | 8′    |

| II Nebenwerk C–f3 |                     |    |
| 12.               | Geigenprincipal     | 8′ |
| 13.               | Philomele           | 8′ |
| 14.               | Lieblich Gedakt     | 8′ |
| 15.               | Dolce               | 8′ |
| 16.               | Principal           | 4′ |
| 17.               | Zartflöte           | 4′ |
| 18.               | Harmonika aeth. III |    |

| Pedal C–f1 |               |        |
| 19.        | Principalbass | 16′    |
| 20.        | Violon        | 16′    |
| 21.        | Subbass       | 16′    |
| 22.        | Octavbass     | 8′     |
| 23.        | Quintbass II  | 5 1⁄3′ |
| 24.        | Posaune       | 16′    |

- Koppeln: II/I, I/P

## Kellerbühne Puchheim

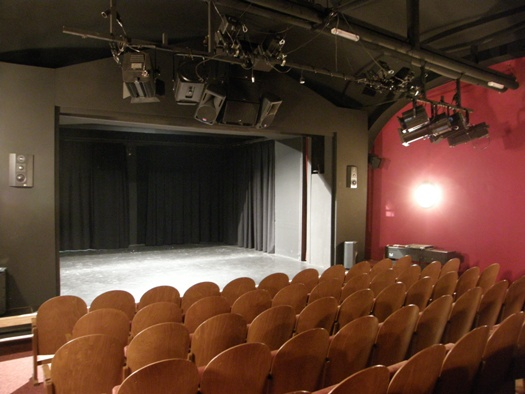
Kellerbühne Puchheim

1965 gründete Werner Böhm mit einigen Gleichgesinnten eine Kellerbühne im Unterbau der Basilika Puchheim. Seither wurden dort 85 Theaterproduktionen realisiert. Insgesamt haben daran rund 300 Theaterbegeisterte aus Attnang-Puchheim und den Nachbargemeinden mitgearbeitet. 1993 begann man mit einer eigenen Kinder- und Jugendschiene. Seit 1998 sorgt „N2O“, die Improgruppe der Kellerbühne Puchheim, für monatliche Herausforderungen. Einige Umbauphasen – zuletzt 2009 – erforderten Investitionen im höheren sechsstelligen Bereich. Eines der Resultate davon ist die kleinste Drehbühne vermutlich nicht nur in Ober-, sondern in ganz Österreich. Heute bietet der Zuschauerraum 127 Leuten Platz mit durchwegs guten Sichtverhältnissen.